# Michael Schenker
Pour les articles homonymes, voir Schenker.
Michael Schenker, né le 10 janvier 1955 à Sarstedt, est un musicien et guitariste de hard rock et heavy metal traditionnel allemand, qui a notamment été membre d'UFO, Scorpions et MSG. Michael Schenker a influencé de nombreux guitaristes de différents groupes de metal parmi lesquels on peut citer Dave Mustaine, Kirk Hammett, Randy Rhoads, John Norum, Yngwie Malmsteen[réf. souhaitée]. Durant sa carrière, Schenker se façonne un style musical et une technicité de jeu qui lui sont totalement propres. Le guitariste allemand explique d'ailleurs qu'il a très tôt arrêté d'écouter de la musique afin de ne pas être influencé par les autres et suivre son propre chemin.

## Biographie

### Débuts et succès

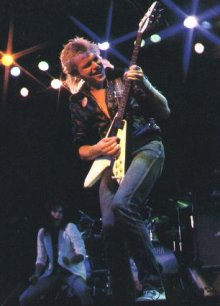
Michael Schenker en 1983.

Michael Schenker est né le 10 janvier 1955. Schenker est un virtuose allemand de guitare électrique et acoustique. Au cours de sa carrière, sa guitare principale fut la Gibson Flying V, guitare qu'il remplace par la Dean V au début des années 2000. Michael est passé sous contrat avec Dean Guitars alors qu'il ne l'a jamais été avec Gibson. La Dean V a été développée en étroite collaboration avec le guitariste allemand.
Michael fait ses premières armes sur une guitare à l'âge de 9 ans. Il est le frère cadet de Rudolf Schenker, membre fondateur de Scorpions, groupe qu'il rejoint en décembre 1970, et avec lequel il publie son premier album, Lonesome Crow à l'âge de 17 ans,. L'album est remarqué principalement en Allemagne, puis est suivi par une série de 136 concerts. Michael Schenker joue à cette époque sur une Gibson Les Paul, mais cette dernière est cassée au cours d'un concert et il doit emprunter la Flying V de son frère Rudolf. C'est alors qu'il a la révélation pour cette guitare. La combinaison sonore entre la Flying V et son amplificateur Marshall lui apportait le son qu'il recherche, de plus l'ergonomie de la guitare lui convient parfaitement.
En juin 1973, il est repéré, puis recruté par la formation britannique UFO, qui était à l'époque davantage connue du public que Scorpions. Il prend la place de Bernie Marsden, qui était lui-même remplaçant temporaire de Mick Bolton). Les prestations de Schenker impressionnent la formation d'outre-manche, qui décidera de faire de Schenker son véritable « cheval de bataille ». Les années UFO permettent à Michael de signer quelques grands classiques de sa carrière tels que Doctor Doctor, Rock Bottom, Lights Out, Let It Roll, Only You Can Rock Me, ainsi que le live Strangers in the Night. En 1978, il quitte UFO, a priori pour des divergences avec le chanteur, et rejoint de nouveau Scorpions pour quelques mois, période durant laquelle il participe à la composition et l'enregistrement de l'album Lovedrive ainsi qu'à la tournée Lovedrive Tour. Sur cet album Michael Schenker participe aux titres Lovedrive, Holiday, Coast to Coast et Another Piece of Meat, les autres titres étant assignés à Matthias Jabs et Rudolf Schenker.
En 1979, il auditionne pour Aerosmith après le départ de Joe Perry. D'après Martin Huxley, Schenker est sorti furieux de la salle après avoir entendu des blagues du producteur Gary Lyons sur les nazis. Après la mort de Randy Rhoads, Ozzy Osbourne fait appel à Schenker pour le remplacer. Mais Osbourne reviendra sur sa décision lorsque Schenker fera des demandes excessives (incluant un jet privé). Cependant, Schenker explique lors d'un entretien à la radio KNAC, avoir refusé la proposition d'Osbourne : « Si j'avais rejoint Ozzy Osbourne, j'aurais ruiné ma vie. J'étais sur le point de le faire, quand quelque chose me disait : NE LE FAIS PAS !! ».

### Michael Schenker Group

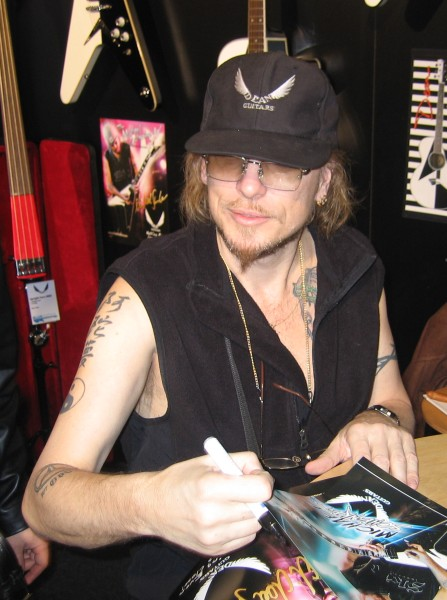
Schenker en 2005.

En 1979, il décide de créer son propre groupe, le Michael Schenker Group, également appelé MSG. Il signe un contrat avec Chrysalis Records à l'automne 1979, et décide de gérer lui-même ses formations. Qu'ils concernent le chanteur, la bassiste, le batteur ou le claviériste, les changements de membres du groupe seront nombreux et réguliers. Nombre des plus grands classiques de Michael Schenker ont été composés durant la période MSG, parmi lesquels notamment Into the Arena, Let the Sleeping Dog Lie, On And On, Lost Horizons, Captain Nemo, Cry for the Nations, Desert Song, Assault Attack et Save Yourself. En parallèle au MSG, Michael se consacre à quelques projets solos, dont les albums acoustiques Thank You, sur lesquels il fait preuve de sa grande maitrise de l'instrument.
En 2012, il décide de fonder le Michael Schenker's Temple of Rock dont va découler un line-up enfin stable. On y retrouve le chanteur Doogie White (ex-Rainbow), le guitariste et claviériste Wayne Findlay (ex-MSG), le bassiste Francis Buchholz (ex-Scorpions) et le batteur Herman Rarebell (également ex-Scorpions). Le son du Temple of Rock mélange les influences vintage au son puissant et moderne, le tout dans une atmosphère très mélodique typique de Michael Schenker. Trois albums studio et un double album live sont sortis sous les couleurs du Temple of Rock.
En 2024, il sort My Years with UFO, un album de reprises de ses années passées avec le groupe UFO où sont invités de nombreux musiciens tels que Slash et Axl Rose de Guns N' Roses, Biff Byford de Saxon, Joey Tempest et John Norum d'Europe, Roger Glover de Deep Purple, Joe Lynn Turner de Rainbow, Dee Snider de Twisted Sister ou encore Erik Grönwall de Skid Row.

## Discographie

### Scorpions
- 1972 : Lonesome Crow
- 1979 : Lovedrive (invité)

### UFO
- 1974 : Phenomenon
- 1975 : Force It
- 1976 : No Heavy Petting
- 1977 : Lights Out
- 1978 : Obsession
- 1979 : Strangers in the Night [Live]
- 1995 : Walk on Water
- 2000 : Covenant
- 2002 : Sharks

### MSG
- 1980 : The Michael Schenker Group
- 1981 : MSG
- 1982 : One Night in Budokan
- 1982 : Assault Attack
- 1983 : Built to Destroy
- 1984 : Rock Will Never Die
- 1995 : Written in the Sand
- 1999 : The Unforgiven
- 2000 : The Unforgiven Live World Tour
- 2001 : Be Aware of Scorpions
- 2003 : Arachnophobiac
- 2005 : Heavy Hitters
- 2006 : Tales of Rock'n'Roll
- 2008 : In the Midst of Beauty
- 2021 : Immortal
- 2022 : Universal
- 2025 : Don't Sell Your Soul

### Contraband
- 1991 : Contraband

### McAuley Schenker Group
- 1987 : Perfect Timing
- 1989 : Save Yourself
- 1991 : MSG
- 1992 : Nightmare - The Acoustic MSG

### En solo
- 1993 : Thank You
- 2000 : Adventures of the Imagination
- 2000 : The Odd Trio
- 2001 : Dreams and Expressions
- 2001 : Thank You
- 2002 : Thank You 2
- 2002 : Thank You 3
- 2003 : Thank You 4
- 2003 : The Plot
- 2024 : My Years with UFO (album de reprises d'UFO)

### Schenker Pattison Summit
- 2004 : The Endless Jam
- 2005 : The Endless Jam Continues

### Siggi Schwarz
- 2004 : Siggi Schwarz and the Electric Guitar Legends Volume I
- 2005 : Siggi Schwarz and the Electric Rock Legends Volume II : Woodstock

### Michael Schenker's Temple of Rock
- 2011 : Temple of Rock
- 2013 : Bridge the Gap
- 2015 : Spirit on a Mission
- 2016 : Spirit on a Mission-Live in Madrid

### Michael Schenker Fest
- 2017 : Live: Tokyo International Forum Hall A
- 2018 : Resurrection
- 2019 : Revelation